# 天理大学ベアーズ
天理大学ベアーズ（てんりだいがくベアーズ）とは天理大学ホッケー部のチーム名である。男子は1954年（昭和29年）、女子は1977年（昭和52年）に創部。創部目的のオリンピック出場を目標に多くのホッケー日本代表選手を輩出している。

## 部章
ベアーズ（クマ）の由来は、天理大学創設者で天理スポーツの親である天理教2代真柱・中山正善の風貌が熊に似ていたことから図案化され真柱宅のシンボルマークとされていたものを、1975年に男子部の第2次東南アジア遠征を機にそれにホッケーのスティックをあしらい天理大学ホッケー部の「部章」（ペットマーク）としたことから。

## 沿革
- 1954年 ホッケー部（男子）が発足。関西学生春季リーグ公式試合初戦は関西大学に0対43で歴史的大敗。
- 1960年 昭和35年度関西学生春季リーグ初優勝。以降7季連続優勝。
- 1966年 恩田昌史が第3代監督に就任。第2回東西大学王座決定戦を制し初の全国制覇。
- 1967年 第16回全日本学生選手権大会初優勝、第41回全日本選手権大会初優勝。1968年1月の全日本インドア選手権大会も初優勝で初の3冠。
- 1968年 恩田昌史・河村一夫・長屋恭一がメキシコオリンピックに出場
- 1970年 第10回全NHK杯選抜大会初優勝。
- 1971年 恩田昌史が「6人制ホッケー」を創案、天理大学ホッケー場で西日本6人制ホッケー選手権大会を開催。天理大学で第45回全日本選手権大会開催、3年連続4度目の優勝。
- 1977年 女子部創設、部員1名で活動開始。「6人制ホッケー」が公式競技に採択。
- 1980年 女子部イレブンが揃い対外活動を本格的に開始。
- 1981年 天理大学ホッケー場でアジア女子4カ国（インド・韓国・マレーシア・天理大）国際ホッケー大会開催。恩田昌史が「スーパーホッケー」を創案。
- 1984年 わかくさ国体ホッケー競技（奈良県）で奈良県選抜が成年女子初優勝、監督恩田昌史、選手中村真理以下6名。
- 1985年 親里ホッケー場開場。
- 1987年 親里ホッケー場で二代真柱20年祭記念国際ホッケー大会開催。
- 1990年 親里ホッケー場で第1回アジア女子ナショナルチャンピオンズ選手権大会開催、初代アジアチャンピオンに輝く。
- 1997年 親里ホッケー場で二代真柱30年祭記念国際ホッケー大会開催。
- 2002年 ホッケー（男女）が天理大学の｢天理スポーツ重点強化競技種目｣に指定。
- 2003年 親里ホッケー場で天理大学ホッケー部創立50周年記念「真柱杯・天理国際ホッケー大会（男女）」を開催。女子部が全日本選手権5年ぶり14度目の優勝、6年ぶり2度目の全国タイトル4冠、6年ぶり6度目の年間全9タイトル獲得。
- 2004年 アテネオリンピックに小森皆実・駒澤李佳・OGの加藤明美・岩尾幸美・森本さかえ・前田明子・坪内利佳の7名が出場、第8位。
- 2005年 親里ホッケー場で天理大学創立80周年記念国際親善試合、女子・慶熙大学校、男子・韓国体育大学校を招聘。
- 2006年 恩田昌史が天理大学ホッケー部名誉監督に就任。恩田昌史監督率いる女子日本代表が第11回ワールドカップで過去最高位の第5位。
- 2007年 男子部が全日本選手権4年ぶり20度目の優勝、14年ぶり9度目の3冠。
- 2008年 北京オリンピックに女子日本代表監督の恩田昌史以下、コーチとして柳承辰（女子部監督）・中村真理・常喜浩幸・瀧尻勝也、選手として小櫻千奈美・OGの加藤明美・岩尾幸美・筑井利江・森本さかえ・岡村育子・小森皆美・駒澤李佳・小野真由美が出場、第10位。男子部が高円宮牌ホッケー日本リーグ初優勝、2年連続3冠、通算10度目の3冠。天理大学がJOCトップアスリートサポート賞優秀団体賞を受賞。
- 2010年 新井麻月・大塚志穂が第12回ワールドカップに出場、第11位。[2]

## 戦績

### 男子
関西学生ホッケーリーグでは1960年春季リーグ初優勝。1966年に東西大学ホッケー王座決定戦で優勝し初の全国制覇。1967年には全日本学生ホッケー選手権大会と全日本ホッケー選手権大会の2大タイトルを初めて獲得。「全国大会18回連続優勝」「関西学生ホッケーリーグ331連勝」などの実績を持つ。全日本選手権大会において、史上最多計22回の優勝を誇る。また、全日本学生選手権・全日本大学王座決定戦においても、史上最多の優勝回数を誇る。
| 大 会 名             | 優勝回数 | 優勝年度 |
| -------------------- | -------- | --- |
| ホッケー日本リーグ   | 3回      | 2008 2016 2019 |
| 全日本選手権大会     | 22回     | 1967 1969 1970 1971 1972 1973 1974 1975 1977 1978 1979 1983 1984 1986 1987 1988 1993 1996 2003 2007 2015 2016                                         |
| 国民体育大会         | 7回      | 1976 1983 1984 1985 1986 2006 2008 |
| NHK杯全国選抜大会    | 4回      | 1970 1971 1972 1973 |
| 全日本インドア選手権 | 1回      | 1967 |
| 全日本学生選手権     | 30回     | 1967 1968 1970 1971 1972 1973 1974 1975 1976 1977 1978 1979 1983 1984 1985 1988 1989 1990 1993 1994 1996 1998 1999 2000 2003 2004 2006 2007 2008 2021 |
| 全日本大学王座決定戦 | 25回     | 1982 1983 1984 1985 1986 1988 1989 1990 1992 1993 1994 1995 1997 1998 2000 2002 2004 2005 2007 2008 2011 2012 2015 2016 2021                          |
| 東西大学王座決定戦   | 1回      | 1966 |

### 女子
1989年のアジアカップ大会に単独チームで日本代表として出場し銀メダル。1990年第1回アジアクラブ選手権大会初代女王、1995年第2回大会銀メダル。1997年高円宮牌日本リーグ初代女王。「全国大会20回連続優勝」「国内219連勝」などの記録を誇る。また、全日本学生選手権・全日本大学王座決定戦においても、史上最多の優勝回数を誇る。
| 大 会 名               | 優勝回数 | 優勝年度 |
| ---------------------- | -------- | --- |
| アジアクラブ選手権大会 | 1回      | 1990 |
| ホッケー日本リーグ     | 6回      | 1997 2001 2002 2003 2005 2006                                                                                 |
| 全日本選手権大会       | 14回     | 1980 1981 1986 1987 1988 1989 1990 1991 1993 1994 1996 1997 1998 2003                                         |
| 国民体育大会           | 11回     | 1984 1987 1989 1996 1997 1998 2000 2001 2003 2004 2007                                                        |
| 全日本学生選手権       | 20回     | 1980 1981 1982 1983 1984 1985 1986 1987 1988 1989 1990 1991 1992 1994 1995 1996 1997 1998 1999 2003           |
| 全日本大学王座決定戦   | 22回     | 1982 1983 1984 1985 1986 1987 1988 1989 1990 1991 1992 1993 1995 1996 1997 1999 2000 2001 2003 2005 2006 2017 |